# CLAY Keramikmuseum Danmark
CLAY Keramikmuseum Danmark er et selvejende museum for keramisk kunst, kunsthåndværk og design, beliggende i Middelfart.
Museet blev stiftet i 1994 under navnet Keramikmuseet Grimmerhus på initiativ af en gruppe keramiske kunstnere, Clay Today. I 2002 blev det fusioneret med det internationale keramiske center Guldagergaard ved Skælskør under navnet Danmarks Keramikmuseum. Efter fusionens ophævelse i 2004 fik museet i Middelfart navnet Danmarks Keramikmuseum Grimmerhus. I foråret 2015 skiftede museet så navn til CLAY Keramikmuseum Danmark.
Ud over en række enkeltværker af danske og internationale keramikere rummer Clay flere samlinger af keramisk kunst: Poul Erik Madsen-samlingen (2006), Erik Veistrups samling (erhvervet i hhv. 2005 og 2012) og Royal Copenhagen Museum (2011). Sidstnævnte omfatter værker produceret på fabrikkerne Den kongelige Porcelainsfabrik, Bing & Grøndahl og fajancefabrikken Aluminia.